# Erysiphe necator
Erysiphe necator Schwein. – gatunek  grzybów należący do rodziny mączniakowatych (Erysiphaceae).

## Systematyka i nazewnictwo
Pozycja w klasyfikacji według Index Fungorum: Erysiphaceae, Helotiales, Leotiomycetidae, Leotiomycetes, Pezizomycotina, Ascomycota, Fungi.
Synonimy nazwy naukowej:
- Acrosporium tuckeri (Berk.) Sumst. 1913
- Erysiphe necator var. ampelopsidis (Peck) U. Braun & S. Takam. 2000
- Oidium tuckeri Berk. 1847
- Pseudoidium tuckeri (Berk.) Y.S. Paul & J.N. Kapoor 1986
- Uncinula americana Howe 1872
- Uncinula ampelopsidis Peck 87
- Uncinula necator (Schwein.) Burrill 1892
- Uncinula necator var. ampelopsidis (Peck) U. Braun 1983
- Uncinula necator (Schwein.) Burrill 1892 var. necator

Dawniej stadium konidialne Erysiphe necator opisano jako odrębny gatunek – Oidium tuckeri. Obecnie wiadomo już, że jest to tylko anamorfa.

## Morfologia
Jest to grzyb mikroskopijny. Jego grzybnia rozwija się tylko na powierzchni zaatakowanych roślin, na liściach obustronnnie, zarówno na górnej, jak i dolnej powierzchni. Tworzy bardzo cienką warstwę w postaci pojedynczych ognisk, potem rozlewających się w plamy, z czasem pokrywające całą powierzchnię. Strzępki kolankowato powyginane, i charakterystycznie poskręcane, o długości 25–160 μm  i szerokości 5–9 μm. Wyrastają z nich krótkie i klapowane ssawki wnikające do komórek epidermy gospodarza. Konidiofory wyprostowane, o długości 0,04–0,4 mm. Powstające na konidioforach w wyniku bezpłciowego rozmnażania konidia są elipsowato-jajowate, o zmiennej wielkości, od 22,5–48 × 12–22 μm. Często konidia tworzą długie łańcuchy. Klejstotecja rozrzucone lub w grupach, o rozmiarze  80–130 μm, zbudowane z wielokątnych komórek o zaokrąglonych narożach i średnicy  10–25 μm. Wyrastają z nich przyczepki o długości około  10–30 μm. Są cienkościenne, wiotkie, septowane, na końcach laskowato powyginane. Znajdują się w nich worki o rozmiarach 22,5–48 × 12–22 μm. Powstają w nich w wyniku rozmnażania płciowego elipsoidalne lub jajowate askospory o rozmiarach 140–70 × 25–45 μm. W jednym worku powstaje 4-6 askospor. 

## Znaczenie
Pasożyt rozwijający się na winorośli właściwej. Atakuje wszystkie jej nadziemne części; pędy, liście pąki, owoce i wywołuje chorobę zwaną mączniakiem prawdziwym winorośli. Występuje we wszystkich regionach świata, w których uprawiana jest winorośl.